# Best in the World (2021)
Best in the World 2021 fue el undécimo edición del Best in the World, un evento pago por visión de lucha libre profesional producido por Ring of Honor. Tuvo lugar el 11 de julio de 2021 desde el Chesapeake Employers Insurance Arena (anteriormente fue nombrado como UMBC Event Center) en Baltimore, Maryland, ya que el evento de 2020 fue pospuesto debido a la pandemia de COVID-19. Este también fue el primer evento de Ring of Honor desde Gateway to Honor el 29 de febrero de 2020 que contó con la asistencia de fanáticos.

## Antecedentes
En ROH 19th Anniversary Show, después de que Rush de La Facción Ingobernable defendiera con éxito el Campeonato Mundial de ROH contra Jay Lethal de The Foundation, Brody King salía para interrumpir las celebraciones posteriores al partido. A su lado estaban Tony Deppen, Chris Dickinson y la leyenda de ROH Homicide, que comenzaron a devastar tanto a The Foundation (Lethal, Tracy Williams, Rhett Titus y Jonathan Gresham) como a LFI (Rush, Kenny King, Dragon Lee y La Bestia del Ring). Los cuatro hombres formarían una nueva facción en ROH llamada VLNCE UNLTD (Violence Unlimited). Después de varios encuentros externos entre VLNCE UNLTD y The Foundation, las dos facciones se enfrentaron en una lucha por equipos de ocho hombres el 29 de mayo, donde King cubrió a Lethal para marcar la victoria de su grupo. El 1 de junio, se anunció que King y Lethal pelearán en un combate individual en Best in the World.

## Resultados
- Hour One: Rey Horus derrotó a Demonic Flamita.
  - Rey Horus cubrió a Flamita después de un «Sunset Flip».
  - Después de la lucha, Flamita atacó a Rey Horus.
- Hour One: Danhausen y PCO derrotaron a The Bouncers (Brian Milonas & Beer City Bruiser).
  - PCO cubrió a Bruiser después de un «PCOsault».
- The Briscoes (Jay Briscoe & Mark Briscoe) derrotaron a Brian Johnson y PJ Black.
  - Mark cubrió a Black después de un «Jay Driller» de Jay, seguido de un «Froggy Bow».
- EC3 derrotó a Flip Gordon.
  - EC3 forzó a Gordon a rendirse con un «Crossface».
- Shane Taylor Promotions (Shane Taylor, Moses & Kaun) derrotaron a Dak Draper, Dalton Castle & Eli Isom y retuvieron el Campeonato Mundial en Parejas de Seis-Hombres de ROH.
  - Taylor cubrió a Draper después de un «Welcome to the Land».
- Josh Woods derrotó a Silas Young en un Last Man Standing Match.
  - Woods ganó la lucha después de que Young no pudiera levantarse antes de la cuenta de 10 después de que Woods le aplicara un «German Suplex» sobre una mesa.
- Brody King derrotó a Jay Lethal.
  - King cubrió a Lethal después de dos «Gonzo Bomb».
- Jonathan Gresham derrotó a Mike Bennett (con Maria Kanellis-Bennett) en un Pure Rules Match y retuvo el Campeonato Puro de ROH.
  - Gresham forzó a Bennett a rendirse con un «Ankle Lock».
- Dragon Lee (con La Bestia del Ring) derrotó a Tony Deppen y ganó el Campeonato Mundial Televisivo de ROH.
  - Lee cubrió a Deppen después de un «Incineration».
  - Durante la lucha, Kenny King interfirió a favor de Lee.
- VLNCE UNLTD (Chris Dickinson & Homicide) derrotaron a The Foundation (Rhett Titus & Jonathan Gresham) en un Fight Without Honor y ganaron el Campeonato Mundial en Parejas de ROH.
  - Homicide cubrió a Gresham después de un «Cop Killer».
- Bandido derrotó a Rush y ganó el Campeonato Mundial de ROH.
  - Bandido cubrió a Rush con un «Roll-Up».
  - Después de la lucha, La Facción Ingobernable atacó a Bandido.